# Tom Leetch
Tom Leetch est un producteur et réalisateur américain. Il a travaillé plusieurs années aux studios Disney.

## Biographie
Après sa carrière chez Disney Tom Leetch devient producteur sur la série télévisée Bienvenue en Alaska (Northern Exposure).

## Filmographie

### Cinéma
- 1962 : Compagnon d'aventure (Big Red) : second assistant réalisateur
- 1963 : Après lui, le déluge (Son of Flubber) : assistant réalisateur
- 1964 : Mary Poppins : assistant réalisateur
- 1965 : Calloway le trappeur (Those Calloways) : assistant réalisateur
- 1966 : Quatre Bassets pour un danois (The Ugly Dachshund) : assistant réalisateur
- 1966 : Lieutenant Robinson Crusoé (Lt. Robin Crusoe, U.S.N.) : assistant réalisateur
- 1966 : Rentrez chez vous, les singes ! (Monkeys, Go Home! ) : assistant réalisateur
- 1967 : Le Plus Heureux des milliardaires (The Happiest Millionaire) : assistant producteur
- 1968 : Frissons garantis (Never a Dull Moment) : assistant producteur
- 1970 : Du vent dans les voiles (The Boatniks) : producteur associé
- 1971 : Scandalous John : producteur associé
- 1971 : La Cane aux œufs d'or (The Million Dollar Duck) : producteur associé
- 1972 : Napoléon et Samantha (Napoléon and Samantha) : producteur associé
- 1972 : 3 Étoiles, 36 Chandelles (Snowball Express) : producteur associé
- 1972 : Un petit Indien (One Little Indian) de Bernard McEveety : producteur associé
- 1976 : Un vendredi dingue, dingue, dingue (Freaky Friday) de Gary Nelson : producteur associé
- 1979 : Le Retour du gang des chaussons aux pommes (The Apple Dumpling Gang Rides Again) de Vincent McEveety : coproducteur
- 1980 : Les Yeux de la forêt (The Watcher in the Woods) : producteur
- 1981 : La Nuit de l'évasion (Night Crossing) de Delbert Mann : producteur

### Télévision
- 1964 : For the Love of Willadean : assistant réalisateur
- 1965 : Kilroy (téléfilm) : assistant réalisateur
- 1965-1966 : Gallegher (série TV, assistant producteur)